# National Basketball League 1998-1999
La National League Basketball 1998-1999 è stata la 21ª edizione della National Basketball League, la massima lega di basket australiana.

## Squadre partecipanti
- Adelaide 36ers
- Brisbane Bullets
- Canberra Cannons
- Illawarra Hawks
- Melbourne United
- Newcastle Falcons
- Perth Wildcats
- Sydney Kings
- Townsv. Crocodiles
- Victoria Giants
- Sydney Spirit

## Regular Season

### Classifica
|     | Squadra            | G  | V  | P  | PF    | PS    |
| --- | ------------------ | -- | -- | -- | ----- | ----- |
| 1.  | Adelaide 36ers     | 26 | 18 | 8  | 2.572 | 2.379 |
| 2.  | Melbourne United   | 26 | 17 | 9  | 2.573 | 2.472 |
| 3.  | Illawarra Hawks    | 26 | 16 | 10 | 2.332 | 2.328 |
| 4.  | Victoria Giants    | 26 | 16 | 10 | 2.339 | 2.245 |
| 5.  | Brisbane Bullets   | 26 | 13 | 13 | 2.476 | 2.462 |
| 6.  | Perth Wildcats     | 26 | 13 | 13 | 2.463 | 2.424 |
| 7.  | Townsv. Crocodiles | 26 | 12 | 14 | 2.429 | 2.397 |
| 8.  | Sydney Spirit      | 26 | 12 | 14 | 2.375 | 2.446 |
| 9.  | Sydney Kings       | 26 | 9  | 17 | 2.411 | 2.559 |
| 10. | Newcastle Falcons  | 26 | 9  | 17 | 2.421 | 2.544 |
| 11. | Canberra Cannons   | 26 | 8  | 18 | 2.462 | 2.597 |

## Play-off

### Quarti di finale

#### Gara 1
| Melbourne 19 marzo 1999 | Victoria Giants | 96 – 65 | Illawarra Hawks | Melbourne Park |

| Perth 19 marzo 1999 | Perth Wildcats | 87 – 99 | Adelaide 36ers | Challenge Stadium |

| Brisbane 20 marzo 1999 | Brisbane Bullets | 85 – 100 | Melbourne United | Brisbane Convention & Exhibition Centre |

#### Gara 2
| Melbourne 26 marzo 1999 | Melbourne United | 98 – 92 | Brisbane Bullets | Melbourne Park |

| Adelaide 26 marzo 1999 | Adelaide 36ers | 97 – 80 | Perth Wildcats | Adelaide Arena |

| Wollongong 27 marzo 1999 | Illawarra Hawks | 82 – 91 | Victoria Giants | WIN Entertainment Centre |

### Semifinali

#### Gara 1
| Wollongong 2 aprile 1999 | Illawarra Hawks | 81 – 93 | Adelaide 36ers | WIN Entertainment Centre |

| Melbourne 3 aprile 1999 | Victoria Giants | 80 – 77 | Melbourne United | Melbourne Park |

#### Gara 2
| Melbourne 9 aprile 1999 | Melbourne United | 87 – 94 | Victoria Giants | Melbourne Park |

| Adelaide 10 aprile 1999 | Adelaide 36ers | 99 – 98 | Illawarra Hawks | Adelaide Arena |

### Finale

#### Gara 1
| Melbourne 16 aprile 1999 | Victoria Giants | 94 – 104 | Adelaide 36ers | Melbourne Park |

#### Gara 2
| Adelaide 21 aprile 1999 | Adelaide 36ers | 82 – 88 | Victoria Giants | Adelaide Arena |

#### Gara 3
| Adelaide 23 aprile 1999 | Adelaide 36ers | 80 – 69 | Victoria Giants | Adelaide Arena |

## Vincitore
| Campioni NBL 1998-1999     |
| -------------------------- |
| Adelaide 36ers (3º titolo) |

## Statistiche
| Categoria               | Giocatore       | Squadra                | Stat  |
| ----------------------- | --------------- | ---------------------- | ----- |
| Punti per gara          | Andrew Gaze     | Melbourne Tigers       | 33,5  |
| Rimbalzi per gara       | Mark Bradtke    | Melbourne Tigers       | 12,0  |
| Assist per gara         | Darryl McDonald | Victoria Titans        | 8,2   |
| Stoppate per gara       | Simon Dwight    | West Sydney Razorbacks | 3,0   |
| Percentuale tiri liberi | Andrew Gaze     | Melbourne Tigers       | 89,4% |
| Percentuale da 3        | John Rillie     | West Sydney Razorbacks | 47,5% |

## Premi
- NBL Most Valuable Player: Steve Woodberry, Brisbane Bullets
- NBL Coach of the Year: Lindsay Gaze, Melbourne Tigers & Brendan Joyce, Illawarra Hawks
- NBL Defensive Player of the Year: Darnell Mee, Adelaide 36ers
- NBL Most Improved Player of the Year: C.J. Bruton, Illawarra Hawks
- NBL 6th Man of the Year: Bruce Bolden, West Sydney Razorbacks
- NBL Rookie of the Year: Damien Ryan, Canberra Cannons
- NBL Finals MVP: Brett Maher, Adelaide 36ers

- All-NBL Team
  - Steve Woodberry, Brisbane Bullets
  - Andrew Gaze, Melbourne Tigers
  - Lanard Copeland, Melbourne Tigers
  - Kevin Brooks, Adelaide 36ers
  - Mark Bradtke, Melbourne Tigers